# Вольфґанґ Нонн
Вольфґанґ Нонн (нім. Wolfgang Nonn, 16 лютого 1935 — 26 серпня 1959) — німецький хокеїст на траві.
Бронзовий призер Олімпійських Ігор 1956 року.